# Astathes lemoides
Astathes lemoides är en skalbaggsart som beskrevs av Thomson 1865. Astathes lemoides ingår i släktet Astathes och familjen långhorningar. Inga underarter finns listade.